# 車上診斷系統

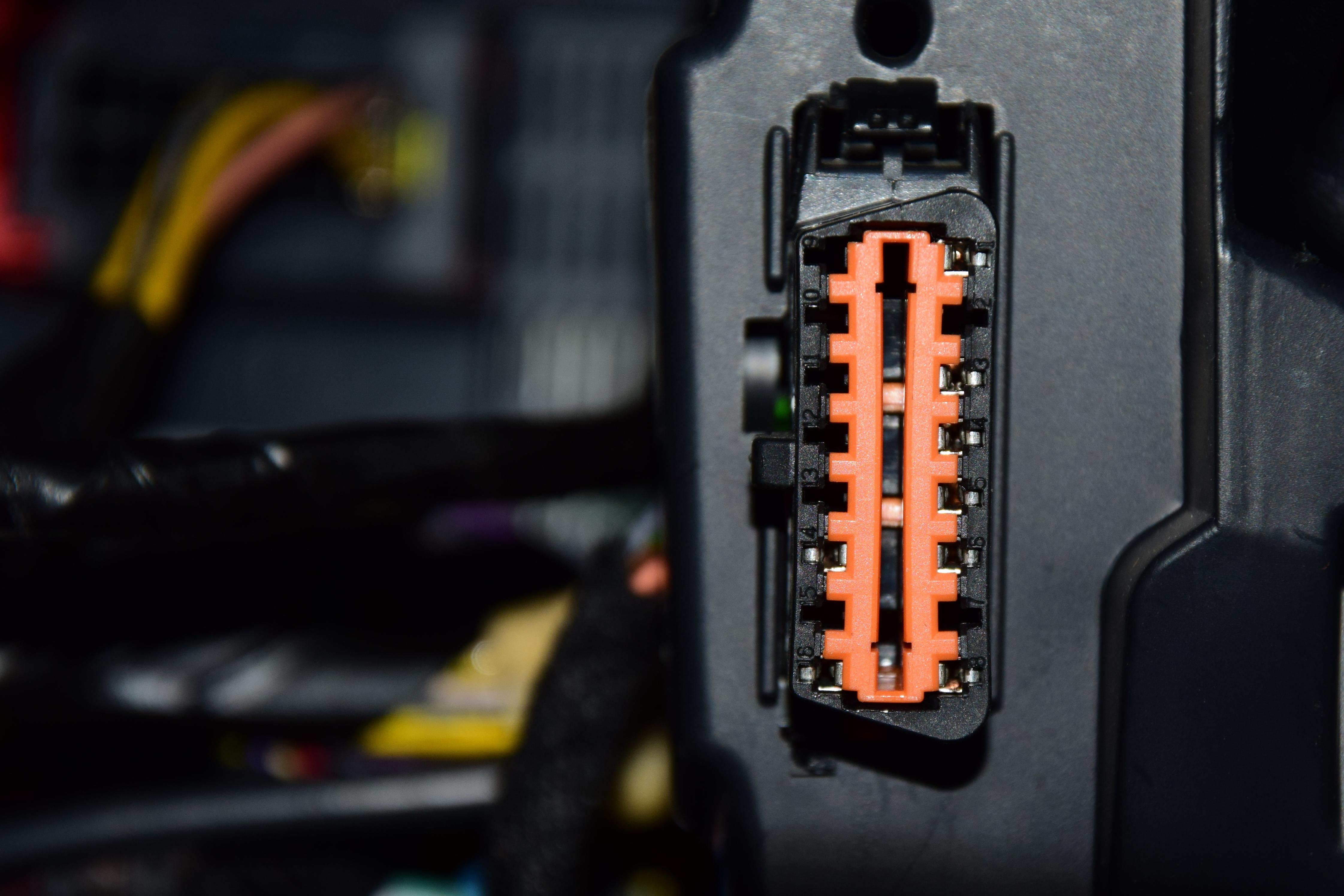
OBD II的連接接口

車上診斷系統（On-Board Diagnostics，縮寫为OBD，又译车载自动诊断系统），是一種裝置於車中用以監控車輛運行狀態和回報異常的系統，可於車輛的子系統出現問題時，產生故障代碼和提醒訊號通知車主和車廠診斷維修。1980年車上診斷系統發明後，早期僅能以指示燈形式回報故障發生與否。隨著電腦科技的進步，目前已經能回報各式各樣的實時數據和標準化故障代碼（diagnostic trouble codes，DTC），使得汽車故障診斷維修方法發生翻天覆地的變化。
車上診斷系統的設計發想約起於1980年代中期的美國，當時發現配備空燃比控制系統的車輛如果排放污染超過管制值時，其含氧感知器通常也有異常，由此逐漸衍生出設計一套可監控各排放控制元件的系統，以早期發現可能超出污染標準的問題車輛。
美國是最早規定車輛必須裝配車上診斷系統的國家，之後歐盟與日本也陸續採行。台湾自2008年起實施

。中国大陆部分地区则自2006年起陆续对新车推出了装置車上診斷系統的要求。

## 歷史
- 1969: 福斯汽車於1968年在Type 3型汽車上首次使用了電子控制燃料噴射裝置引擎，其電子控制系統具有電腦芯片，用來監控引擎工作狀態。
- 1975: 日產汽車達特桑280Z開始採用電噴引擎和相應車上診斷電腦芯片，可以向駕駛者回報引擎燃油系統工作情況，已經具備了車上診斷系統的雛形。
- 1980: 通用汽車開發一個專利軟件，用於檢查裝配線上的引擎控制模組（ECM）的工作情況。通用把該系統命名為“裝配線診斷鏈”（assembly line diagnostic link，ALDL）。該軟件與1980年（加利福尼亞標準）和1981年（美國普通標準）被通用裝在汽車上，並且能將故障信號傳送給儀表板的引擎故障燈。當引擎工作故障時，該燈會閃爍以提醒及時修理。
- 1986: 通用進一步完善ALDL系統，以通用非同步收發傳輸方式傳送，帶寬從早期的160比特/秒上升至8192比特/秒，該標準被通用內部確定為GM XDE-5024B標準。
- 1988: 美國汽車工程師學會（SAE）建議各汽車生產商使用標準化數據傳輸接口和故障信號代碼。
- 1991: 加利福尼亞州空氣資源委員會（California Air Resources Board）要求從當年起，所有在加州境內銷售的車輛必須裝備基本的車上診斷系統。但未對信號和接口的標準化做任何規定。後來被命名為OBD-I系統。
- 1994年左右：加利福尼亞州開始強制推行尾氣排放檢測。空氣和資源委員會開始推行標準化的第二代車上診斷系統（OBD-II）。1996年後所有在加利福尼亞州銷售和的車輛必須安裝該系統。OBD-II的主要規範由SAE制定。
- 1996: 所有在美國境內生產的車輛必須裝備OBD-II系統。
- 2001：根據欧洲汽车尾气排放标准，歐盟生產的汽油車強制配備符合EOBD標準的車上診斷系統。
- 2003: EOBD系統成為歐盟柴油車的強制配備。
- 2008: 所有在美國銷售的汽車必須使用ISO 15765-4標準的控制器區域網路匯流排。同年，中國生產汽車必須裝備以GB18352為標準的OBD系統。
- 2010: 美國境內生產銷售的全部非乘用車和引擎必須配備HOBD系統。

## 主要類型

### ALDL
ALDL為通用汽車公司開發的專利診斷系統的縮寫。屬於非標準化的第一代OBD-I系統。根據使用的發動機控制組件（又稱PCM，ECM或ECU）的不同，傳輸帶寬和接口略有不同。早期ALDL帶寬為160bit/s，後期增加到8192bit/s雙向傳輸。

### M-OBD
M-OBD為豐田汽車推出的一代非標準化OBD系統。

### OBD-II
OBD-II是基於OBD-I 的基礎上，增加了資料容量並將其標準化。OBD-II 明確定義了連接器型式、腳位、可用通訊協定以及訊息格式。OBD-II同時也提供額外可監控汽車參數清單以及編碼方式說明。其中一個腳位從汽車電瓶供電給量測儀器，免去儀器外接電源的需求。為了避免因為儀器損毀造成資料消失，有些技師仍會外接電源給量測儀器使用。標準化的結果，同一儀器可以取得不同汽車的行車電腦資料。OBD-II 標準原意為簡化排氣汙染檢測，目前大部分車廠以其作為主要偵錯接口，並重新編碼以檢查所有車載系統。錯誤碼為四位數，以第一碼區分: P為引擎、區軸箱；B為車廂內（乘客區）；C為車廂外；U為電系錯誤。車廠亦可加入特制參數如實時參數以及錯誤碼等。